# Kokšov-Bakša
Kokšov-Bakša (Hongaars: Koksóbaksa) is een Slowaakse gemeente in de regio Košice, en maakt deel uit van het district Košice-okolie.
Kokšov-Bakša telt 1.117 inwoners.